# 그레그 아라키
그레그 아라키(Gregg Araki, 1959년 12월 17일 ~ )는 미국의 영화 감독이다.

## 작품 목록

### 영화
- 밤거리의 난폭한 사람들 (1987)
- 긴 주말 (1989)
- 리빙 엔드 (1992)
- 완전히 엿먹은 (1993)
- 둠 제너레이션 (1995)
- 어디에도 없는 영화 (1997)
- 키싱 투나잇 (1999)
- 미스테리어스 스킨 (2004)
- 스마일리 페이스 (2007)
- 카붐 (2010)
- 버진 스노우 (2014)
- 아이 원트 유어 섹스 (미정)

### 텔레비전
- 나우 아포칼립스 (2019)